# Lục Khẩu
Lục Khẩu (chữ Hán giản thể: 渌口区, Hán Việt: Lục Khẩu khu) là một quận thuộc địa cấp thị Chu Châu, Cộng hoà Nhân dân Trung Hoa. Quận Lục Khẩu nằm ở rìa phía đông của trung bộ Hồ Nam, trung lưu sông Tương Giang, hướng đông-tây hẹp, hướng nam-bắc dài. Phía bắc của quận này giáp nội ô Chu Châu và thành phố cấp huyện Lưu Dương, tây giáp địa cấp thị Tương Đàm và huyện Tương Đàm, đông giáp thành phố cấp huyện Lễ Lăng, nam giáp Du huyện và Hoành huyện. Quận Lục Khẩu có diện tích 1381  km², dân số năm 2002 là 437.282 người, GDP 2,736 tỷ nhân dân tệ (2002). Về mặt hành chính, quận này được phân thành 14 đơn vị gồm 7 trấn, 14 hương. Quận lỵ đóng tại trấn Lục Khẩu.

## Lịch sử
Năm Thái Bình thứ 2 thời nhà Ngô Tam Quốc (257), khu vực huyện Chu Châu ngày nay thuộc huyện Kiến Ninh, năm Khai Hoàng thứ 9 thời vua Tùy Văn Đế (589) thì phế bỏ Kiến Ninh, Đường Cao Tổ phục hồi huyện này nhưng Đường Thái Tông lại phế bỏ và chuyển vào huyện Tương Đàm.
Thời kỳ Dân Quốc (1934), thành lập trấn Chu Châu thuộc huyện Tương Đàm. Năm 1947, huyện Tương Đàm, trấn Chu Châu và hương Bạch Quan và hương Thiệu Dương được sáp nhập vào nhau thành hương Chu Châu. Ngày 12 tháng 8 năm 1949, thành lập chính quyền nhân dân khu vực Chu Châu thuộc huyện Tương Đàm.
Tháng 5 năm 1951, Chu Châu được tách khỏi huyện Tương Đàm và thành thành phố cấp huyện. Tháng 3 năm 1956, thành phố cấp huyện Chu Châu trở thành huyện hạt thị. Ngày 30 tháng 4 năm 1965, Quốc vụ viện Trung Quốc đã phê chuẩn thành lập huyện Chu Châu từ một bộ phận được tách ra khỏi thành phố cấp huyện Chu Châu